# Thomas Devaney
Thomas Devaney (né en 1969 à Philadelphie) est un poète, et professeur d'université américain.

## Biographie
Thomas Devaney a obtenu son Master of Fine Arts (Mastère 2 en Beaux Arts) au Brooklyn College en 1998.
Depuis 2010, il est maître assistant au Haverford College, après avoir  enseigné à l'université de Pennsylvanie de 2005 à 2010.
Il publie régulièrement des articles et ses poèmes dans des revues et périodiques : The Philadelphia Inquirer, Jacket2, The Awl, The Washington Review, Bomb Magazine, The Poetry Project Newsletter, Poetry Flash, Poets & Writers, etc.
Il a fondé et dirige la revue littéraire en ligne ONandOnScreen.

## Œuvres

### Recueil de poèmes
- The American Pragmatist Fell In Love, Banshee Press, 19 mai 1999, 68 p. (ISBN 9781928823018)[10],
- A Series Of Small Boxes, Fish Drum. Inc., 1er septembre 2007, 56 p. (ISBN 9781929495115)[11],
- The Picture That Remains  (photogr. Will Brown), The Print Center, 2014, 64 p. (ISBN 9780972325707)[12],
- Calamity Jane, Furniture Press Books, 21 juin 2014, 66 p. (ISBN 9781940092041)[13],
- Runaway Goat Cart, Hanging Loose Press, 26 mai 2015, 80 p. (ISBN 9781934909485)[14].
- Getting to Philadelphia: New and Selected Poems, Hanging Loose Press, 20 mai 2019, 100 p. (ISBN 9781934909577),
- You Are the Battery, Black Square Editions, 15 novembre 2019, 88 p. (ISBN 9780999702819),

### Essais
- The Library As Learning Matrix: The Art of the Box Lunch, University Of Pennsylvania Libraries, 2009, 44 p. (OCLC 320853507),
- Enemies in the Plaza: Urban Spectacle and the End of Spanish Frontier Culture, 1460-1492, University of Pennsylvania Press, 22 mai 2015, 256 p. (ISBN 9780812247138),

### Correspondance
- Letters to Ernesto Neto, Éd. Germ Folios, 2005[15].

### Documents audiovisuels
- Interviews et lectures publiques sur le site PennSound[22].

## Prix et distinctions
- 2006 et 2015 : sélectionné pour le MacDowell Colony Fellowships[23],
- 2008 : pensionnaire de la Camargo Foundation[24] à Cassis (France) par la French American Cultural Exchange (FACE)[25],[8],
- 2014 : boursier du  Pew Center for Arts & Heritage (en)[26],

- 2016 : sélectionné pour le Banff Centre Fellow[27].